# Luís Machado Drumond
Luís Ferreira Machado Drummond (Vila de São Sebastião, 26 de Março de 1905 — Ponta Delgada, 14 de Agosto de 1963) foi um etnógrafo e folclorista açoriano que se distinguiu no estudo das tradições populares da ilha Terceira e no estudo dos jogos tradicionais açorianos. Oficial da Força Aérea Portuguesa, exerceu funções administrativas na Base das Lajes.

## Biografia
Nasceu na vila de São Sebastião, ilha Terceira, no seio de uma família de lavradores, sendo trineto do historiador Francisco Ferreira Drummond. 
Aos 20 anos de idade ingressou no Exército Português como praça do Batalhão de Infantaria n.º 17, aquartelado no Castelo de São João Baptista, em Angra do Heroísmo. Fez o curso de sargento, especializando-se na área da administração militar. Terminado o curso foi inicialmente colocado em Ponta Delgada, tendo aí casado a 12 de abril de 1928 com Lina Teresa de Jesus Cosme, natural da Vila da Povoação. 
Poucos anos depois fez o curso de ingresso na classe de oficiais, sendo promovido a tenente. Com a autonomização da Força Aérea Portuguesa como ramo das forças armadas portuguesas, optou pela transferência para o novo ramo, sendo integrado nos quadros de oficiais daquele ramo. Foi colocado na Base das Lajes, ilha Terceira, onde ascendeu ao posto de major e a chefe da secretaria do comando da Zona Aérea dos Açores, função que exercia quando faleceu vítima de cancro pulmonar.
Dedicou-se ao estudo da etnografia e do folclore, tendo desenvolvido importante trabalho de investigação nas ilhas Terceira e São Miguel. Nestas matérias foi discípulo de Luís da Silva Ribeiro e de Frederico Lopes, especializando-se no estudo da etnografia terceirense. A partir de 1951 publica frequentes artigos nos jornais da ilha Terceira, estando muitos dos seus trabalhos dispersos também por revistas, almanaques e programas radiofónicos, que assinva com o seu nome ou com pseudónimo Periscópio.
Ao longo daquela década manteve intensa actividade de colaboração com múltiplos periódicos dos Açores e de Lisboa, escrevendo essencialmente crónicas sobre temas etnográficos e de folclore. Publicou os seu principais trabalhos no Boletim do Instituto Histórico da Ilha Terceira e foi assíduo colaborador do Diário Insular, periódico onde durante a década de 1950 publicou mais de uma centena de artigos de divulgação dos usos e costumes populares.
O valor das suas pesquisas e trabalhos de campo, durante os quais percorreu repetidamente toda a ilha, levou a que fosse nomeado sócio efetivo do Instituto Histórico da Ilha Terceira. Foi um dos fundadores do Instituto Açoriano de Cultura (IAC).

## Publicações
Deixou uma extensa obra, estimada em mais de duas centenas de artigos, espalhada por diversos periódicos, e uma importante colaboração no Boletim do Instituto Histórico da Ilha Terceira, instituição de que era sócio. Entre as suas principais obras destacam-se:
- "O baile popular terceirense: estudo do folclore regional". Boletim do Instituto Histórico da Ilha Terceira, XIII (1955): 118-195.
- "Costumes e Tradições populares terceirenses: lengas-lengas". Boletim do Instituto Histórico da Ilha Terceira, XIV (1956): 214-254.
- "Tradições e costumes terceirenses". Boletim do Instituto Histórico da Ilha Terceira, XVI (1958): 104-128.
- "Estudos do folclore terceirense: jogos populares". Boletim do Instituto Histórico da Ilha Terceira, XVIII (1960): 129-224.